# Хрещення Русі
Хрещення Русі або Друга релігійна реформа князя Володимира — процес прийняття і поширення християнства на території Київської Русі. Воно включає століття спонтанного проникнення християнських ідей і цінностей до язичницького середовища, боротьбу християнства та інших світових релігій за сфери впливу, прийняття християнства елітою та невдалу спробу офіційного хрещення Русі Аскольдом у 860 році. Князь Володимир Святославич, прагнучи підвищити політичне значення Русі та обґрунтувати об'єднання держави під владою київських князів, здійснив реформу язичництва в 980 році, а після виступів проти неї прийняв державною релігією християнство. Ключовою подією стала церемонія масового хрещення мешканців Києва 988 року. В результаті Русь здобула статус християнської держави, хоча фактично перехід до християнства тривав іще кілька століть.
Головними наслідками хрещення стали укріплення влади київських князів, підвищення ролі Русі в міжнародних відносинах, розвиток писемності, архітектури та образотворчого мистецтва. Офіційна церква оформилася у Київську митрополію Вселенського патріархату, а в народних віруваннях поєднання християнства з язичництвом утворило синкретичну релігію.

## Історичні джерела про хрещення Русі
Найдетальніше про Володимирове хрещення та пов'язані події оповідає «Повість временних літ». З-поміж інших джерел — «Пам'ять і похвала Іакова Мніха» та кілька варіантів житій Володимира Святославича. Всі ці літературні пам'ятки проте викладають події у легендарній манері, тому самі по собі не можуть вважатися достовірними джерелами. Візантійські джерела не згадують про хрещення Володимира Святославича та хрещення Русі. Проте є згадки про пов'язані події (захоплення русами Корсуня) у Лева Діакона. Про одруження Володимира Святославича з принцесою Анною та про його військову допомогу візантійському імператору Василію II, що підштовхнули князя до хрещення, писали Михаїл Пселл, Іоанн Скіліца і Георгій Кедрин. Арабський історик Ях'я Антіохійський та вірменин Асохік Таронаці згадують про шлюб Володимира, хрещення і військову допомогу Володимира імператорові. З-поміж західноєвропейських істориків про шлюб і хрещення Володимира Святославича згадує його сучасник Тітмар Мерзебурзький.

## Доруські християни
Першим християнським проповідником, який досягнув території майбутньої Русі, вважається апостол Андрій Первозванний. Особливого значення для слов'янського світу має апокрифічний переказ, записаний у «Повісті временних літ», про те, що перший благовіст Христової віри приніс на землі Русі апостол Андрій під час однієї зі своїх місійних подорожей в середині I століття. Він благословив гори, де тепер стоїть Київ, поставив хрест на місці нинішнього Андріївського собору, і віщував місту, яке мало тут постати, торжество нової віри і світле християнське майбутнє. Чи апостол Андрій був на території Києва, нема джерельних доказів, а наявні ґрунтуються на писаннях Євсевія Кесарійського, який спирався на праці Оригена III ст., за якими Андрій одержав як територію для проповідництва Скитію, тобто землі нинішньої України.
Другим легендарно-відомим місіонером на землях Русі був учень апостола Петра, римський папа Климент I, що побував тут між 90 і 100 роками н. е. Як опозиціонера до римського язичництва, його було заслано наприкінці І ст. н. е. до каменоломень Херсонесу Таврійського, де він зазнав мученицької смерті за пропаганду християнського віровчення. До III ст. на узбережжях Чорного моря виникли християнські колонії греків. Потім християнство в навколишніх землях поширював святий Мартин у 649—655 роках.
У III ст. на територію майбутньої Русі з півночі прийшли ґоти. Вони нищили християнські колонії, але разом з тим самі почасти християнізувалися. Єпископ західних ґотів Ульфіля переклав Святе Письмо на ґотську мову, так званий «Кодекс Арґентеус» (тепер зберігається в Уппсалі в Швеції). На Соборі в Нікеї 325 року брав участь єпископ ґотів Теофіл. Одним з наступників Теофіла був єпископ Унило, котрого висвятив святий Іван Золотоустий. Осідком Унила була Дора в Криму. Наступ гунів у 375 році загальмував поширення християнства на українських землях на довший час, хоч у південному Криму залишилися ґоти-християни, поки решта їхніх племен під тиском ґунів подалися на Захід. Археологічні розкопки стверджують існування церков на Причорномор'ї у III—IV столітті. Найдавніші речі церковного вжитку, знайдені в Херсонесі і Керчі, датуються IV—V століттями.
Численні топоніми на території України свідчать про християнські місії IV—VI століть.

## Християнство за перших руських князів

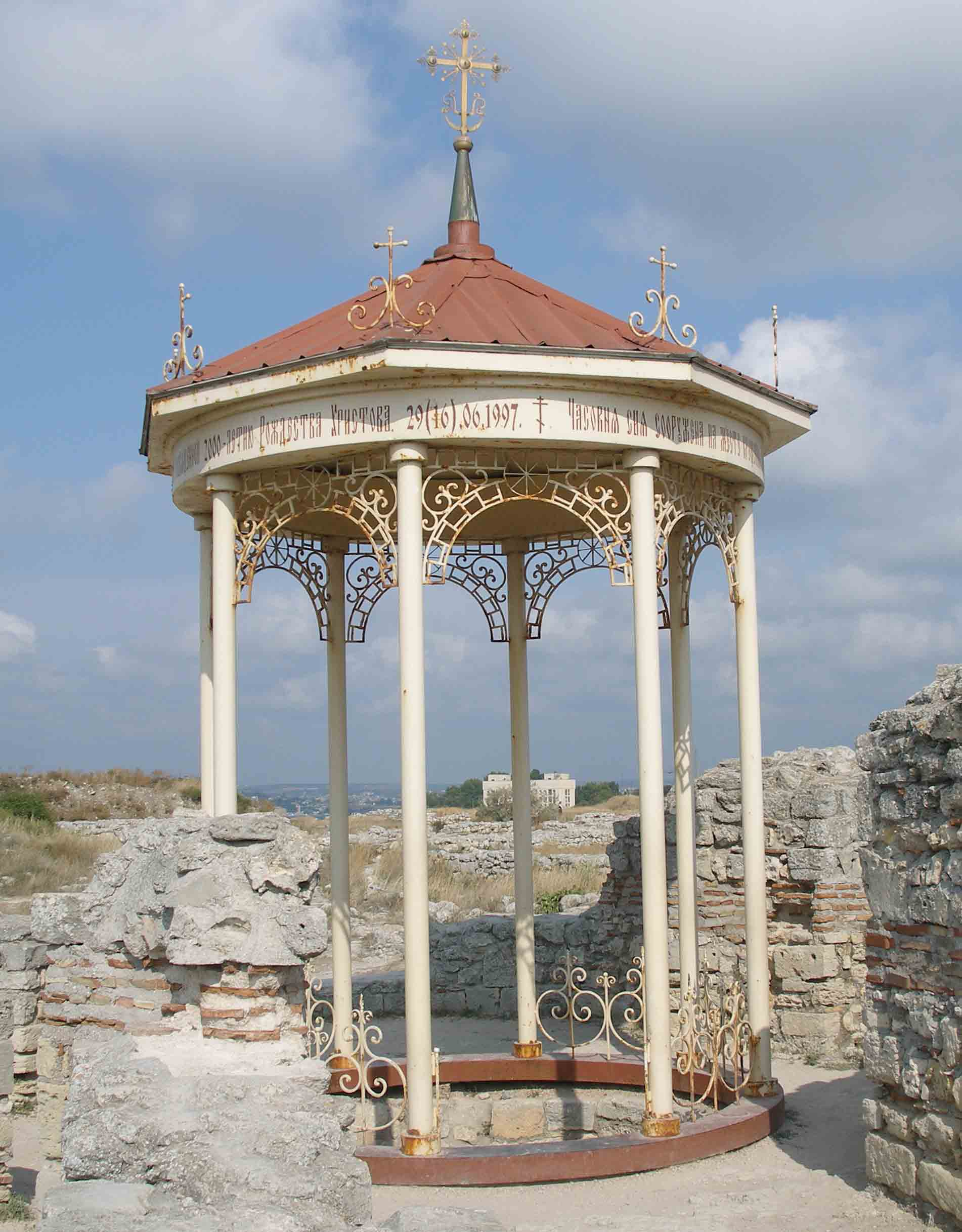
Купель у Корсуні (суч. Севастополь) — збудована у 1997 р. на імовірному місці хрещення Володимира

У IX ст. християнство поширювалося на Русь також із заходу, через Волинь і Галичину завдяки Кирилу, Мефодію та їхнім учням. Повертаючись до 867 р. до Моравії, Кирило і Мефодій взяли з собою частину мощей святого Климента, щоб представити їх у Римі і Константинополі. Можливо, в Перемишлі ще до хрещення Русі існувало єпископство.
Інший напрям продовжував діяти на півдні. Згідно з партріархом Фотієм, він послав на Русь близько 864 року двох єпископів — у Тмуторокань або в Київ. Князь Аскольд, який правив у ті часи племенем полян, за легендами, був християнином, оскільки на його могилі нібито мала бути збудована церква святого Миколая. За князя Олега християнство придушувалося, його варяги вбили Аскольда й Діра між 879 і 882 роками, за що обоє шануються як християнські мученики.
За Ігоря в Києві вже існувала церква святого Іллі. Саме там у 944 році частина його дружинників виголошувала присягу. Після смерті Ігоря його дружина Ольга охристилася близько 955 року. Син Ольги Святослав лишився язичником, хоча й толерантним до християн, а його сини Ярополк і Олег напевне охрестилися.

## Хрещення Русі Володимиром Великим

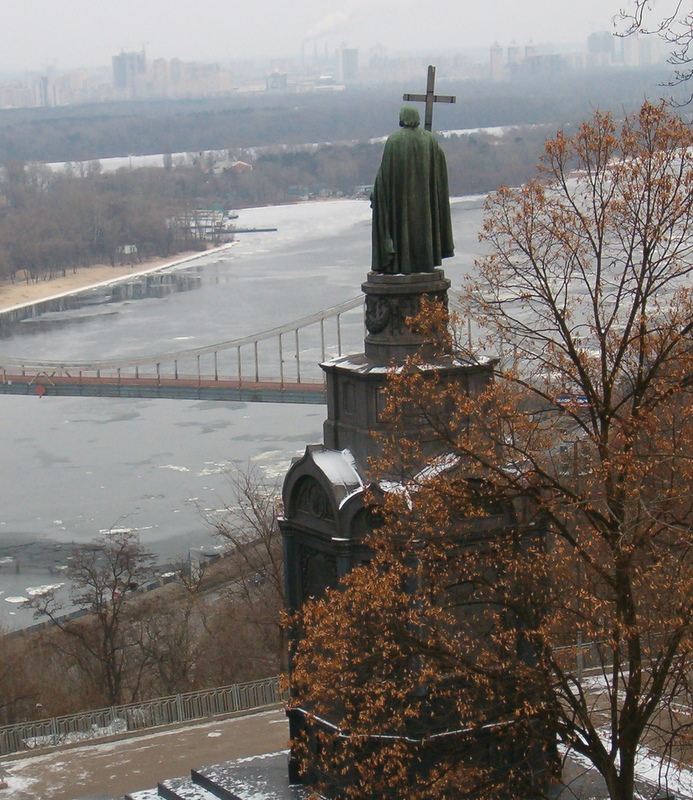
Володимир Святий — Хреститель Русі (України), пам'ятник у Києві над Дніпром

### Передумови
Володимир Святославич після перемоги в боротьбі за владу між синами Святослава приділяв велику увагу питанню релігії, щоб підтримати своє правління ідеологічно. На початку свого правління Володимир Святославич здійснив похід на захід, завдяки чому Русь стала безпосередньо межувати з Польщею. Польський князь Мешко I охристився та зробив християнство державною релігією в 966 році. Християнська підтримка світської влади виглядала привабливою для Володимира. Проте спершу він спробував створити державний язичницький культ, який був би загальним для всіх племен Русі.
Різноманітність поклоніння місцевим богам слугувала міцним ґрунтом для сепаратизму. Щоб усунути цю загрозу утвердженню влади київського князя, Володимир обрав головним богом Перуна. Прийшовши до влади за допомогою варязької дружини і язичницької еліти, Володимир задля зміцнення їхньої підтримки запровадив загальноруський пантеон богів. На місці старого капища, де стояв ідол Перуна, в 980 році поставили 6 ідолів богів різних племен — Перуна, Дажбога, Хорса, Стрибога, Симаргла та Мокоші. В рамках цього культу, згідно з літописами, планувалося практикувати людські жертвопринесення. Варяги Теодор і його син Йоан, які виступали проти цього, загинули в сутичці. У Новгороді, де Володимир посадив правити свого дядька Добриню, той також поставив ідола Перуна над рікою Волховом.
Починаючи з 980 року за наказом Володимира було споруджено оборонні міста-фортеці на ріках Остер, Десна, Сула, Стругон, Ірпінь, Трубіж, що перегородили печенігам шлях на Київ. У 981 році руські дружинники здійснили похід до річки Буг, до Русі було приєднано міста Червень, Грубешів, і взято місто Перемишль, через яке почалася війна з Польщею. 981 року було підкорено в'ятичів і накладено на них данину. У 983 році Володимир підкорив плем'я ятвягів, що відкрило Русі короткий торговий шлях до Балтійського моря в обхід Новгорода. В 985 він переміг камських булгарів.
Ці перемоги зумовили таке становище Русі, що вона опинилася оточена християнськими державами поляків, чехів, скандинавів і мадярів[прояснити]. Лише волзькі булгари на той час були мусульманами. Задля політичної консолідації всіх східнослов'янських земель, Володимир посадив своїх синів замість князів місцевих династій. У менш важливих містах Володимир призначив посадників зі свого найближчого оточення. Він вирішив, що хрещення Русі буде тепер найвигіднішим і закріпить його владу над племенами.
Літописний «вибір віри» Володимиром між християнством, мусульманством і юдаїзмом швидше за все не відбувавася насправді, а є мандрівним сюжетом (є схожа оповідь по «вибір віри» володарем дунайських болгар за 100 років до Володимира Святославича). Імовірно, що Володимир запланував прийняти християнство давніше, ще з огляду на хрещення своєї бабусі Ольги.
Важливою підставою для хрещення стало прохання візантійського імператора Василія II про військову допомогу в 987 чи 988 році. В серпні чи вересні 987 командувач східної візантійської армії Варда Фока підняв заколот і проголосив себе імператором. Це розділило Візантійську імперію і Василій II шукав допомоги за межами своєї держави. Володимир Святославич погодився надіслати війська Василію II за умови, що імператор віддасть йому в дружини свою сестру Анну. Тоді Василій II висунув зустрічну умову про те, що Володимир має охреститися разом з усім народом Русі. Такий шлюб розглядався тодішніми монархами як надзвичайно вигідний, тому Володимир погодився. Він надіслав Василію II 6 тис. вояків і паралельно здійснив Корсунський похід — можливо задля тиску на імператора, який зволікав зі шлюбом. Анна задля вигоди Візантії погодилася на шлюб. Разом з нею з Константинополя прибув до Херсонеса митрополит Михайло з великою свитою кліру, святими мощами, літургійними книгами, іконами й іншими християнськими реліквіями.

### Перебіг хрещення
Після шлюбу Володимир повернув Корсунь Візантії, але забрав звідти мощі святого Климента та його учня Тита, а також ікони та священників, і заклав церкву святого Василія. Прибувши до Києва, Володимир наказав повалити тамтешніх ідолів, а ідол Перуна символічно побити палицями та, проволікши, скинути в Дніпро. Наступного дня, згідно літопису, киян було урочисто охрещено в водах Дніпра. Втім, багато дослідників сумніваються, що хрещення відбулося так швидко. Напевне йому передувало хрещення знаті та широка пропаганда християнства. Під впливом князя Володимира хрестилися деякі відомі гості-іноземці, наприклад, норвезький конунг Олаф Трюггвасон, який жив кілька років у Києві, Торвальд Мандрівник, засновник монастиря святого Іоанна Предтечі на Дніпрі під Полоцьком, та інші.
Дати закінчення Корсунського походу та придушення бунту Фоки дозволяють міркувати, що хрещення киян відбулося насправді не в 988 році, а в 989 чи навіть 990. Сам Володимир охрестився в Криму близько 987 року, хоча деякі дослідники доводять, що це сталося в Києві.
Водночас Псковський I літопис повідомляє, що сталося це «у 9 літо княжіння Володимира, купно же од Адама до хрещення Руського 6496», а далі вказано астрономічні терміни, з яких історики роблять висновок: акт відбувся в неділю, 1 серпня 988 року. І саме цієї дати притримувалася церква аж до 1888 року, коли Російська імперія вирішила святкувати 900-річчя хрещення Русі та вперше у день пам'яті князя Володимира, тобто 15 липня. Оскільки у 900-ті роки юліанський календар відставав на 5 днів, то реальна дата хрещення Русі за пролептичним григоріанським календарем має бути 6 серпня та так само за новоюліанським календарем.
Володимир Святославич наказав збудувати в Києві храм, присвячений Богородиці — Десятинну церкву, встановив збір церковної десятини, та влаштував школи для навчання грамоти. Ймовірно, ще за правління Володимира було створено підпорядковану Константинопольському патріархату Київську митрополію.
На півночі Русі, де християнство було перед тим менш поширене, нову релігію зустріли вороже. Згідно з Новгородським літописом, Володимир послав хрестити Новгород свого дядька Добриню разом з єпископом Акимом Корсунянином. У 1020-х і 1070-х роках на північно-східних околицях Русі відбувалися антихристиянські повстання. У XII ст. в землі в'ятичів загинув від рук язичників християнський місіонер, монах Кукша.
Християнство поширювалося по Русі вздовж водних шляхів від великих міст до менших селищ. У південних регіонах його прийняття відбувалося легко, адже там християни вже були відомі. Проте в Новгороді, Суздалі, Білоозер'ї волхви мали значний вплив і підбурювали народ до виступів проти християнських священників.
Вшанування князя Володимира як святого розпочалося на Русі вельми рано. Митрополит Іларіон у «Слові про закон і благодать» (1037—1050 роки) надав Володимиру титул «рівноапостольного», тобто, рівного апостолам за внеском у поширення християнства.

## Оцінки хрещення Русі
Православна церква однозначно схвалює рішення князя Володимира про хрещення Русі та приписує йому кардинальне особисте перетворення в моральному плані. Володимир визнаний за це святим і подається як зразок правильного вибору віри. Хрещення Русі визнається важливою позитивною подією в історії християнства та України католиками й греко-католиками.
Папа Іван Павло ІІ кілька разів згадував про хрещення Київської Русі під час свого понтифікату, зазначаючи, що ця подія сталася ще до розколу на католицизм і православ'я та засвідчує «дивовижне багатство вселенської Церкви».
У радянській історіографії хрещення Русі описувалося спершу більш негативним явищем з огляду на антирелігійну (і більшою мірою антихристиняську) комуністичну ідеологію, але з кінця 1930-х ставлення змінилося на позитивніше, зважаючи на роль християнства в розбудові державності.
Михайло Покровський, засновник та організатор радянської історичної науки, стверджував, що це була лише зовнішня зміна, котра не вплинула на зміст народних вірувань, які лишалися, на думку Покровського, анімістичними «до наших днів», а організований в результаті на Русі інститут монашества описував «просякнутим духом торгашества».
Книга радянського історика Олександра Дмітрєва «Церква та ідея самодержавства в Росії» (1930) описує хрещення Русі як пригноблення «буйного язичницького духу», що призвело до посилення експлуатації народу князями й боярами шляхом поширення невігластва та виправдання страждань.
Сергій Бахрушин одним із перших рядянських істориків відкрито наголосив у 1937 році на прогресивності акту хрещення як способу зміцнення феодальних відносин, що розвивалися, та засобу засвоєння передової візантійської культури. Перед ним, у 1936 році, хрещення позитивно оцінював Комітет у справах мистецтв при РНК СРСР.
Російський історик Митрофан Левченко в 1956 стверджував, що спроби Володимира модернізувати язичництво не відповідали потребам насталого класового суспільства, тому прийняття християнства як основи державності було закономірним. Зрештою християнство укріпило князівську владу та послугувало приводом піднести Русь в очах Візантії, що зумовило укріплення руської державності.
У 1970-80-і в радянській історіографії пожвавився інтерес до хрещення Новгорода, в рамках якого описувався «запеклий опір» язичників християнству, на основі чого робилися сумнівні припущення про опір по всій Русі.
Російський релігієзнавець Микола Гордієнко в 1988 році з нагоди 1000-ліття хрещення Русі, розглядав цю подію як «детерміновану акцію далекоглядного державного діяча», здійнену з метою закріплення панування експлуататорських станів, посилення великокнязівської влади, зміцнення Давньоруської держави і одночасно для примирення народних мас із пригніченням, формуванням у них смирення і покірності, що зумовило через віки реакцію в формі «пролетарського атеїзму».
Болгарський історик Ніколай Тодоров характеризував хрещення Русі як позитивний процес, яким східні слов'яни долучилися до середземноморської (Візантійської) цивілізації. Це дало слов'янам доступ до тисячолітнього спадку античного світу, забезпечило використання філософських, соціальних і наукових здобутків для побудови власних релігійних, освітніх і правових інституцій.
Український історик церкви Микола Чубатий писав, що Русь стала тим центром східного християнства, яким не змогла стати Болгарія — окремим як від Візантії, так і від Риму. Підпорядкування частини земель Русі римському та візантійському обрядам почалося лише через два століття внаслідок ослаблення влади київських князів. Ще в XIII ст. руське християнство зберегло свій універсалізм, тобто належність до Вселенської християнської церкви, і зрештою опинилося в вигіднішому становищі, ніж візантійське, хоча формально потрапило в його підпорядкування.
За визначенням історика Володимира Духопельникова, хрещення Русі включило її до кола християнських держав Європи як рівноправного партнера, дало поштовх розвитку письма, книгописання, системи освіти, архітектури, живопису, літератури й музики. Все це зрештою склало традиційну культуру Русі.
Натомість Ярослав Грицак вважає, що православний переклад Біблії відрізав руське духовенство від античних джерел, оскільки ні грецької ні латинської мови знати було не потрібно. Це стало гальмом у розвитку ідей та призвело до «Великого мовчання» Русі.
Як писав Вадим Арістов, хрещення відкрило перед князем Володимиром і політичною елітою Русі можливості укладати шлюби з владними родинами Європи. Це перетворило Русь із країни «на краю Європи» на цивілізовану країну, хоча для першого покоління руських князів-християн сама по собі релігія важила не так багато, слугуючи політичним цілям.
Польський медієвіст Єронім Граля вказує, що християнізація Русі відбулася порівняно легко серед слов'ян, але проходила важко в середовищі угро-фінів, які проживали на півночі держави, та на Новгородщині — територіях, які тепер належать Росії. Попри це Росія, вбачаючи в хрещенні Русі початок власної державності, всіляко прагне привласнити цю подію, діяльно змінюючи у власних формулюваннях «Русь» на «Росія» і пропонуючи таким чином «Хрещення Росії».

## Вшанування
- Пам'ятник князю Володимиру в Києві встановлено в 1853 році. Місце його розташування традиційно вважається місцем хрещення киян. Пам'ятник містить горельєф «Хрещення народу руського»[36].
- Перше офіційне святкування хрещення Русі відбулося у 1888 році в Києві. З цієї нагоди було закладено Володимирський собор і відкрито пам'ятник Богдану Хмельницькому[37].
- З 2008 року День хрещення Київської Русі — України оголошений державним святом України, що відзначався щорічно 28 липня, а після 2023 року, внаслідок переходу церков на новоюліанський календар —15 липня[37][38][39][40].

## У мистецтві
Картина «Вибір віри великим князем Володимиром» (1847) Федора Зав'ялова зображає відповідний легендарний епізод з життя князя.
Назву «Хрещення Русі» має фреска Віктора Васнецова над входом на хори у Володимирському соборі Києва, створена в 1895—1896 роках. Роботі над фрескою передувала однойменна картина 1890 року, що зберігається в Державній Третьяковській галереї в Москві.
Петро Андрусів намалював сцену хрещення киян на картині «Хрещення Руси — України» (1980).
На картині Артура Орльонова «Хрещення України-Русі» (2014) зображено 33 знакові постаті, пов'язані з ключовими періодами історії України.
Поезії Олександра Олеся «Хрещення Володимира Великого» і «Хрещення України» (1920) передають літописний варіант історичних подій хрещення Київської Русі в Х столітті.
Повість «Ідоли падуть» (1927, продовження повісті «Іду на вас» 1918) Юліана Опільського зображає стосунки князя Володимира з впливовими людьми його часу та шлях до Корсуня.
Роман «Володимир» (1962) Семена Скляренка описує життєвий шлях Володимира Святославича, зокрема і хрещення ним Русі. Твір є частиною трилогії про трьох київських князів — Святослава Хороброго, Володимира Великого і Ярослава Мудрого.
Іван Білик у романі «Похорон богів» (1988), розповідає про події 974—988 років з точки зору стародавніх слов'ян, яким було не просто відмовлятися від традиційних вірувань своїх предків.
У романі Павла Загребельного «Диво» (1968) описано важкий процес звикання простих людей Русі до нової релігії та їхній потяг до старовини. Тут перетинаються долі зодчого Сивоока та князя Ярослава. В його ж науково-фантастичному романі «Тисячолітній Миколай» (1994) ідеться про людину, що багато разів перероджується, з-поміж різних епох і в часи хрещення Русі, та опиняється в почті Володимира під час його подорожі до Візантії.
Роман Симони Віляр «У той день…» (2020) — це детектив про розслідування вбивства християнина незадовго до хрещення киян.

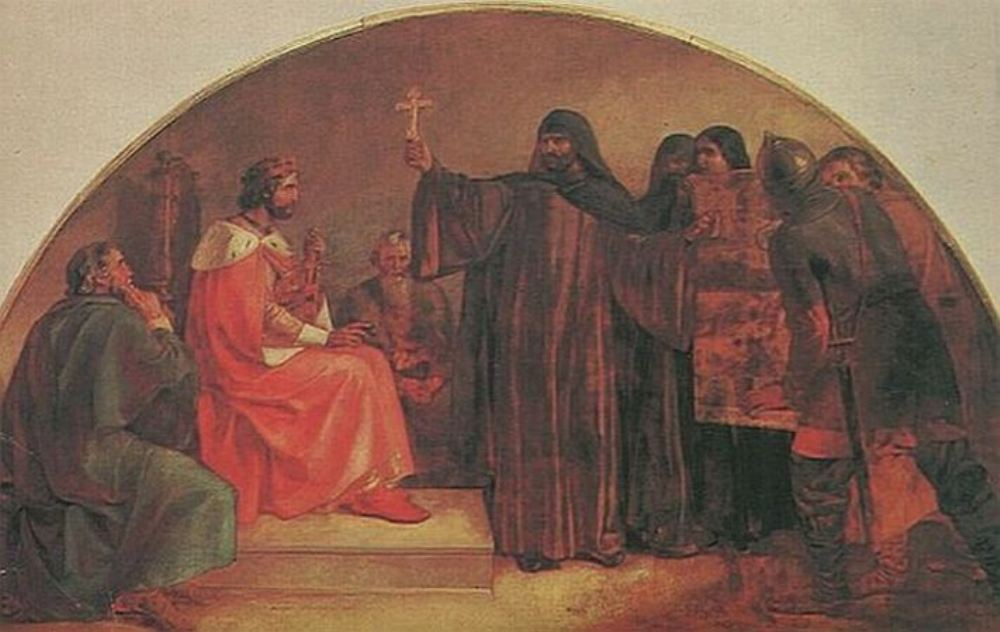
Вибір релігії князем Володимиром, художник Ф. С. Зав'ялов
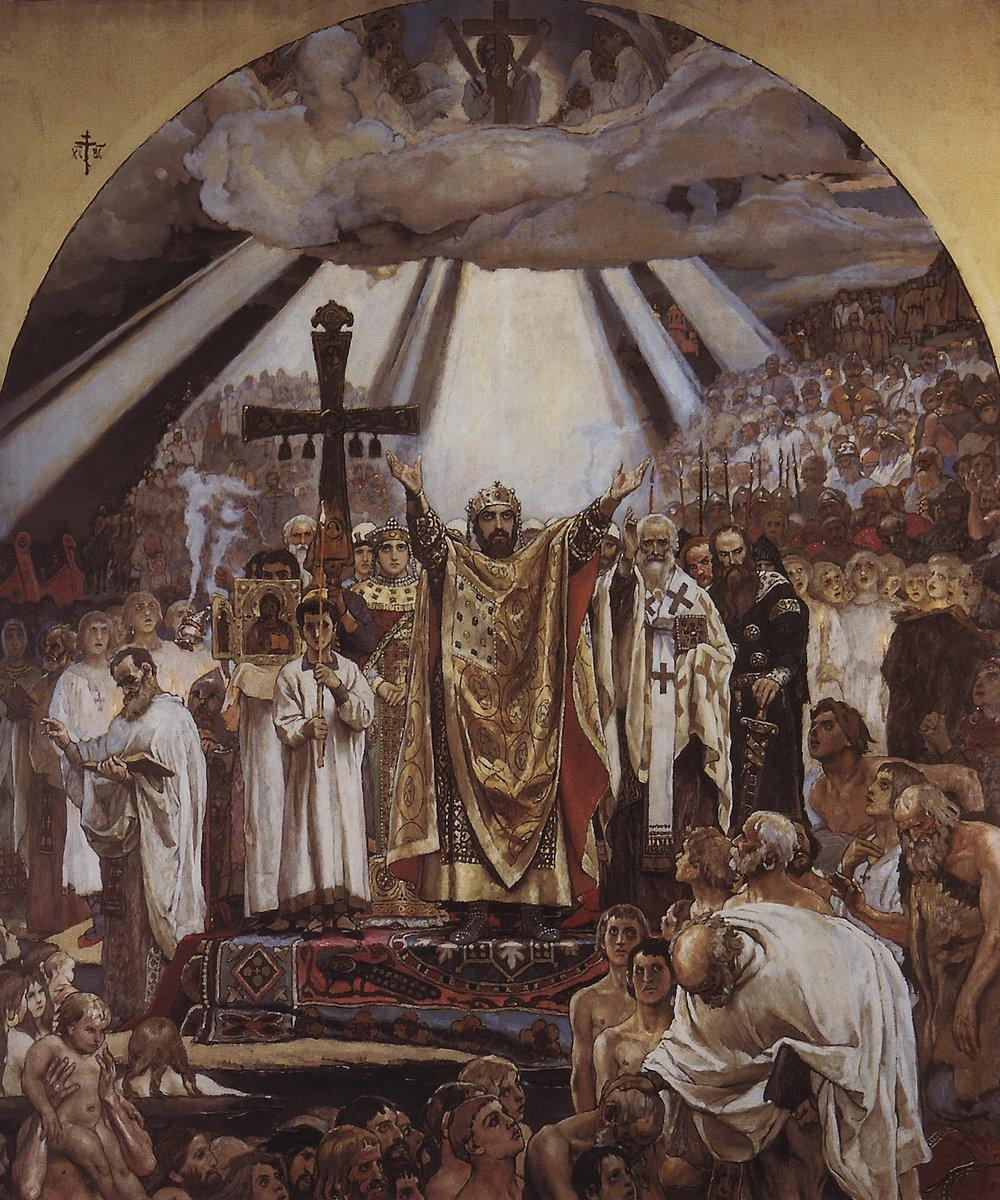
Хрещення Русі. Підготовчий ескіз фрески В. М. Васнецова, Володимирський собор у Києві
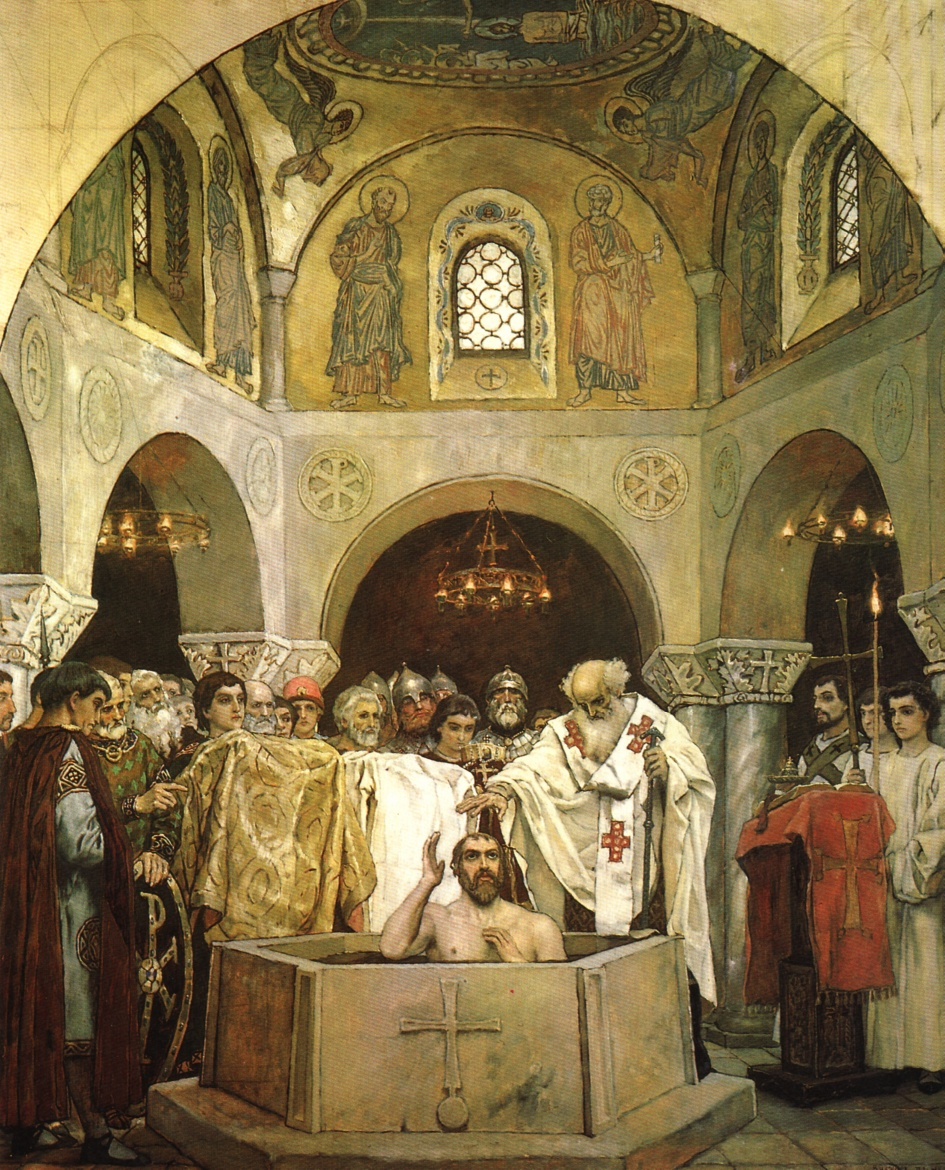
Хрещення Володимира. Фреска В. М. Васнецова, Володимирський собор у Києві
Хрещення Русі-України, картина Петра Андрусіва

### Хрещення Русі на монетах

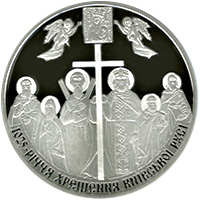
Монета НБУ 20 гривень 2013 року «1025-річчя хрещення Київської Русі». Реверс
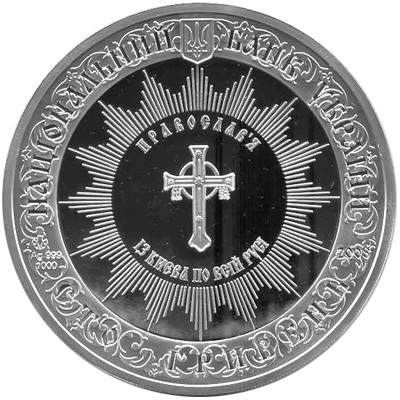
Монета НБУ 100 гривень 2008 року «Хрещення Київської Русі». Аверс
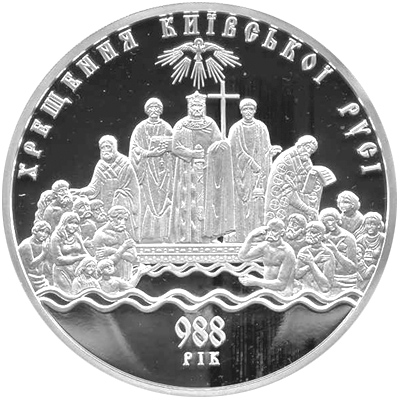
Монета НБУ 100 гривень 2008 року «Хрещення Київської Русі». Реверс
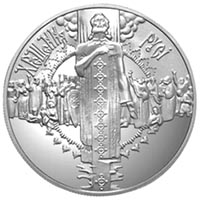
Монета НБУ 2000 року «Хрещення Русі». Реверс
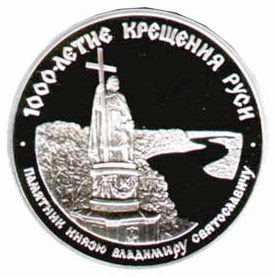
Монета СРСР 25 карбованців 1988 року «1000-ліття Хрещення Русі». Реверс